# Coccoloba fawcettii
Coccoloba fawcettii är en slideväxtart som beskrevs av Oswald Schmidt. Coccoloba fawcettii ingår i släktet Coccoloba och familjen slideväxter. Inga underarter finns listade i Catalogue of Life.